# Safia amphitrite
Safia amphitrite är en fjärilsart som beskrevs av Heinrich Benno Möschler 1880. Safia amphitrite ingår i släktet Safia och familjen nattflyn. Inga underarter finns listade.